# 클리버

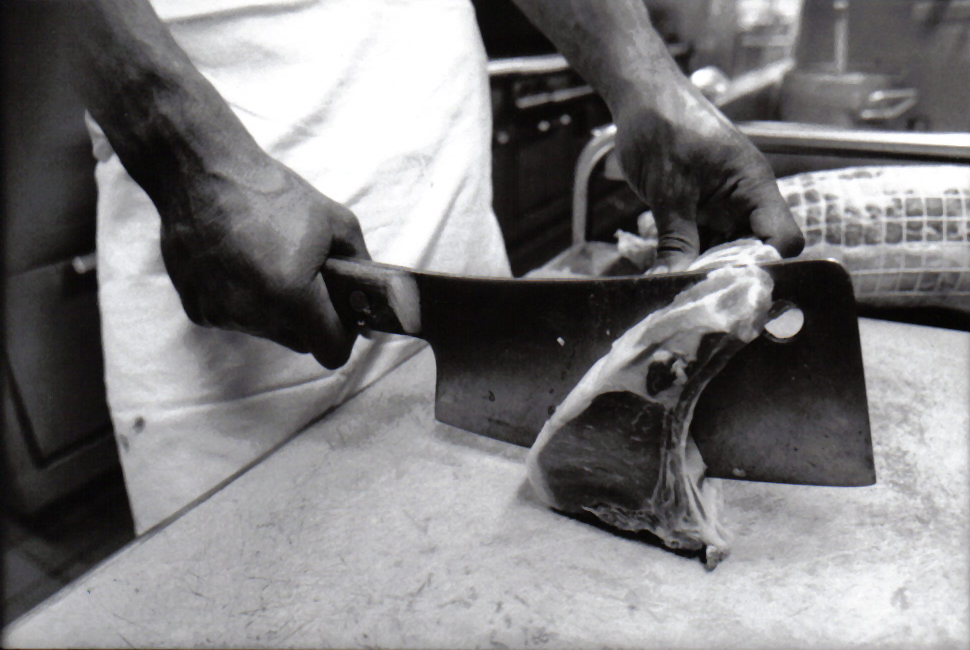

클리버(영어: cleaver)는 직사각형 날에 전체적으로 손도끼를 닮은 커다란 나이프이다. 뼈를 부러뜨릴 수 있는 부엌칼 또는 푸주칼 용도로 쓰인다. 날이 서 있지 않은 멍텅한 쪽은 마늘 따위를 으깰 때 쓴다.